# Raquel Torres
Raquel Torres, nata Paula Osterman (Hermosillo, 11 novembre 1908 – Los Angeles, 10 agosto 1987), è stata un'attrice messicana.

## Biografia
Di padre tedesco e madre messicana, si trasferì dal Messico negli Stati Uniti col padre e la sorella dopo la morte della madre. Esordì nel cinema nel 1928, adottando il cognome della madre e interpretando Ombre bianche di W. S. Van Dyke. Per cinque anni fu protagonista in una decina di film, avventurosi come Il vampiro del mare o Aloha, o comici, come La guerra lampo dei Fratelli Marx, fino al ritiro dal cinema, avvenuto in conseguenza del suo matrimonio, nel 1935, con il finanziere e produttore cinematografico Stephen Ames (1897-1954), già sposato con l'attrice Adrienne Ames.
Rimasta vedova nel 1954, si risposò nel 1959 con l'attore Jon Hall, da cui divorziò anni dopo. Raquel Torres morì a Los Angeles nel 1987 e fu sepolta nel Forest Lawn Memorial Park di Glendale, presso Los Angeles

## Filmografia parziale

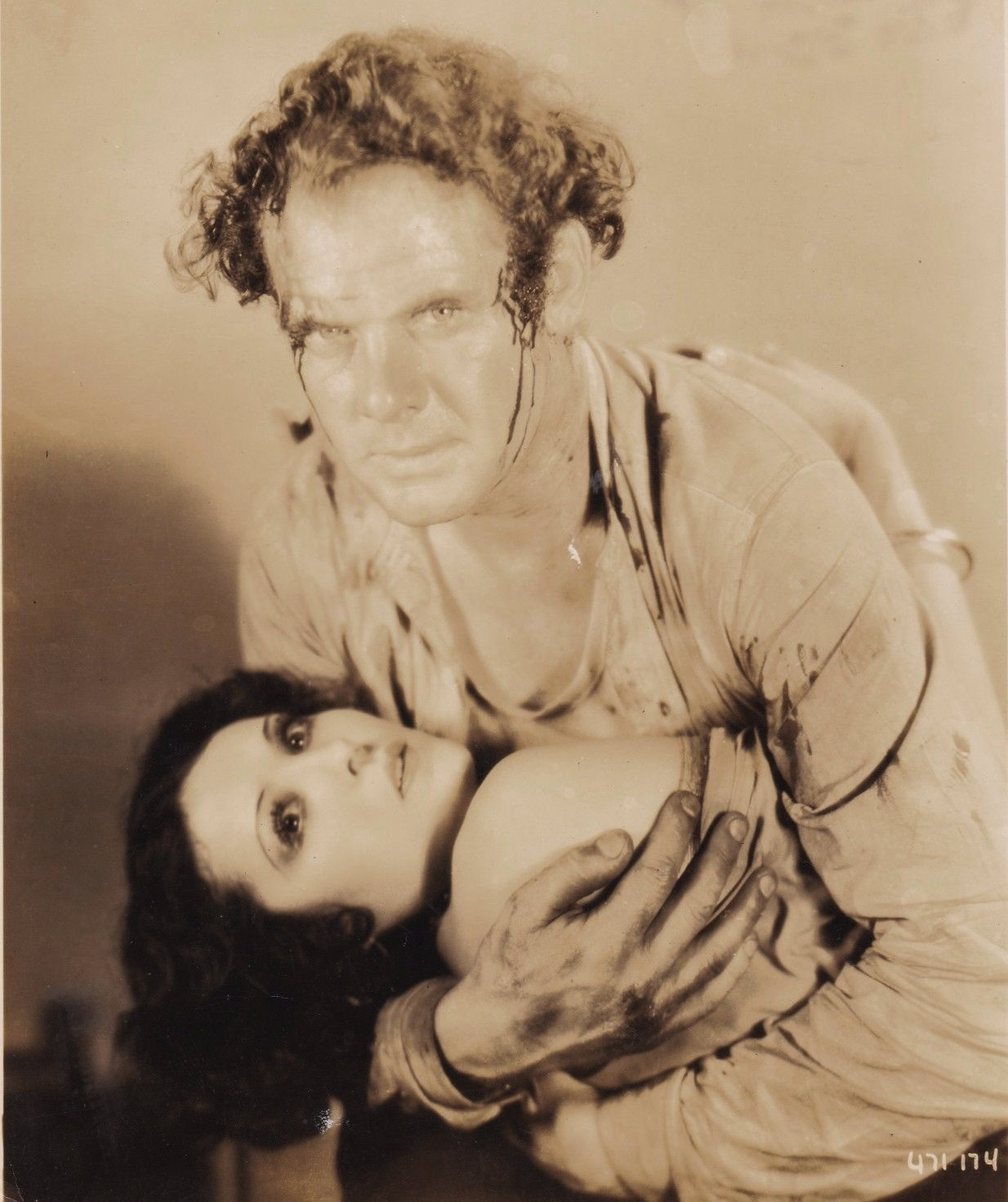
Con Charles Bickford nel film Il vampiro del mare (1930)

- Ombre bianche (White Shadows in the South Seas), regia di W.S. Van Dyke e Robert J. Flaherty (1928)
- Il ponte di San Luis Rey (The Bridge of San Luis Rey), regia di Charles Brabin (1929)
- Il cavalcatore del deserto (The Desert Rider), regia di Nick Grinde (1929)
- Under a Texas Moon, regia di Michael Curtiz (1930)
- Il vampiro del mare (The Sea Bat), regia di Lionel Barrymore e Wesley Ruggles (1930)
- Estrellados, regia di Salvador de Alberich ed Edward Sedgwick (1930)
- Aloha, regia di Albert S. Rogell (1931)
- Ma che cos'è quest'Africa! (So This Is Africa), regia di Edward F. Cline (1933)
- La donna che ho rubato (The Woman I Stole), regia di Irving Cummings (1933)
- La guerra lampo dei Fratelli Marx (Duck Soup), regia di Leo McCarey (1933)
- Il vagone rosso (Red Wagon), regia di Paul L. Stein (1933)
- Star Night at the Cocoanut Grove, regia di Louis Lewyn (1934)
- Go West Young Man, regia di Henry Hathaway (1936)